# NASCAR Grand National Series 1951

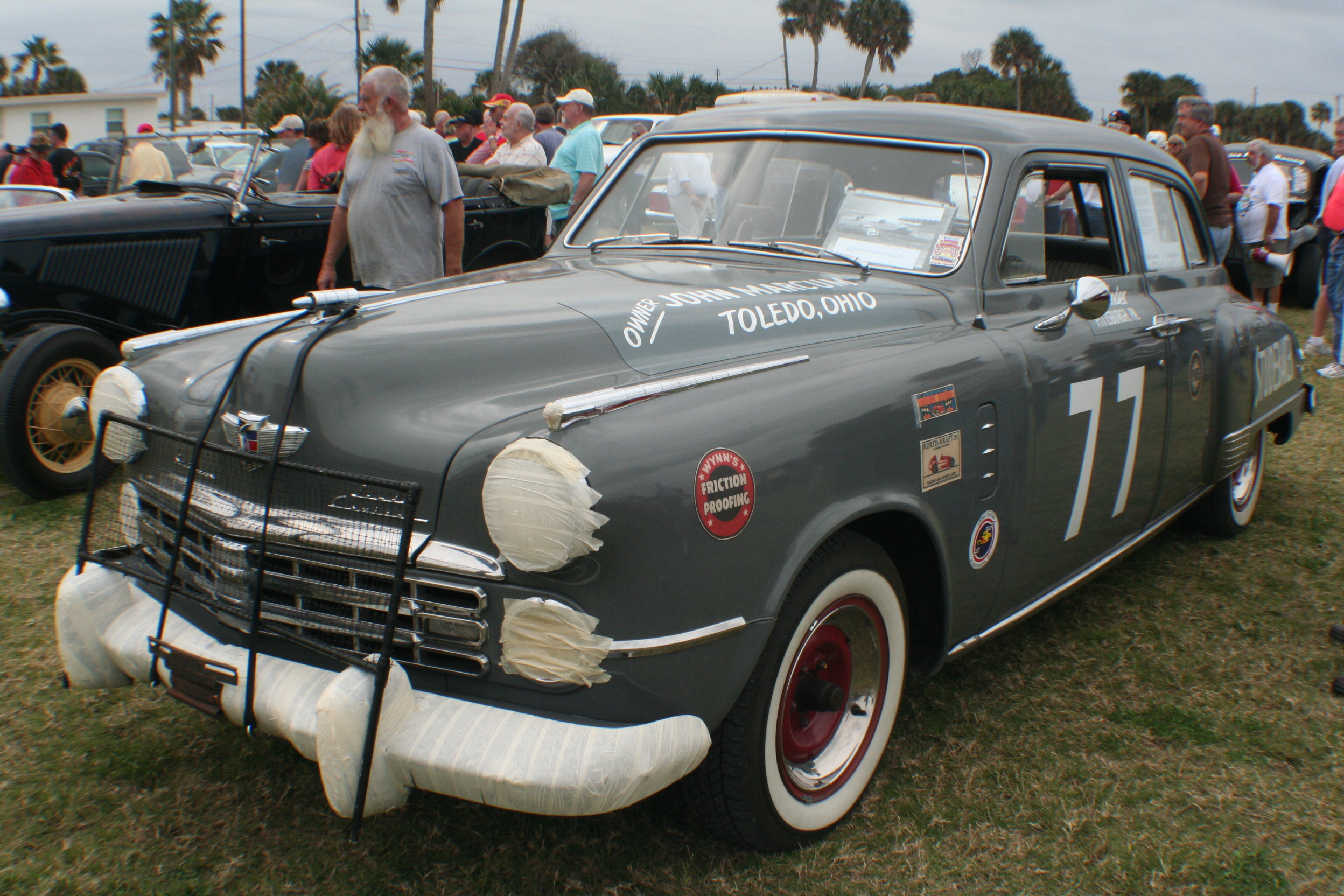
„The Daredevil” Johna Marcuma, którego w sezonie 1951 prowadził Dick Linder.

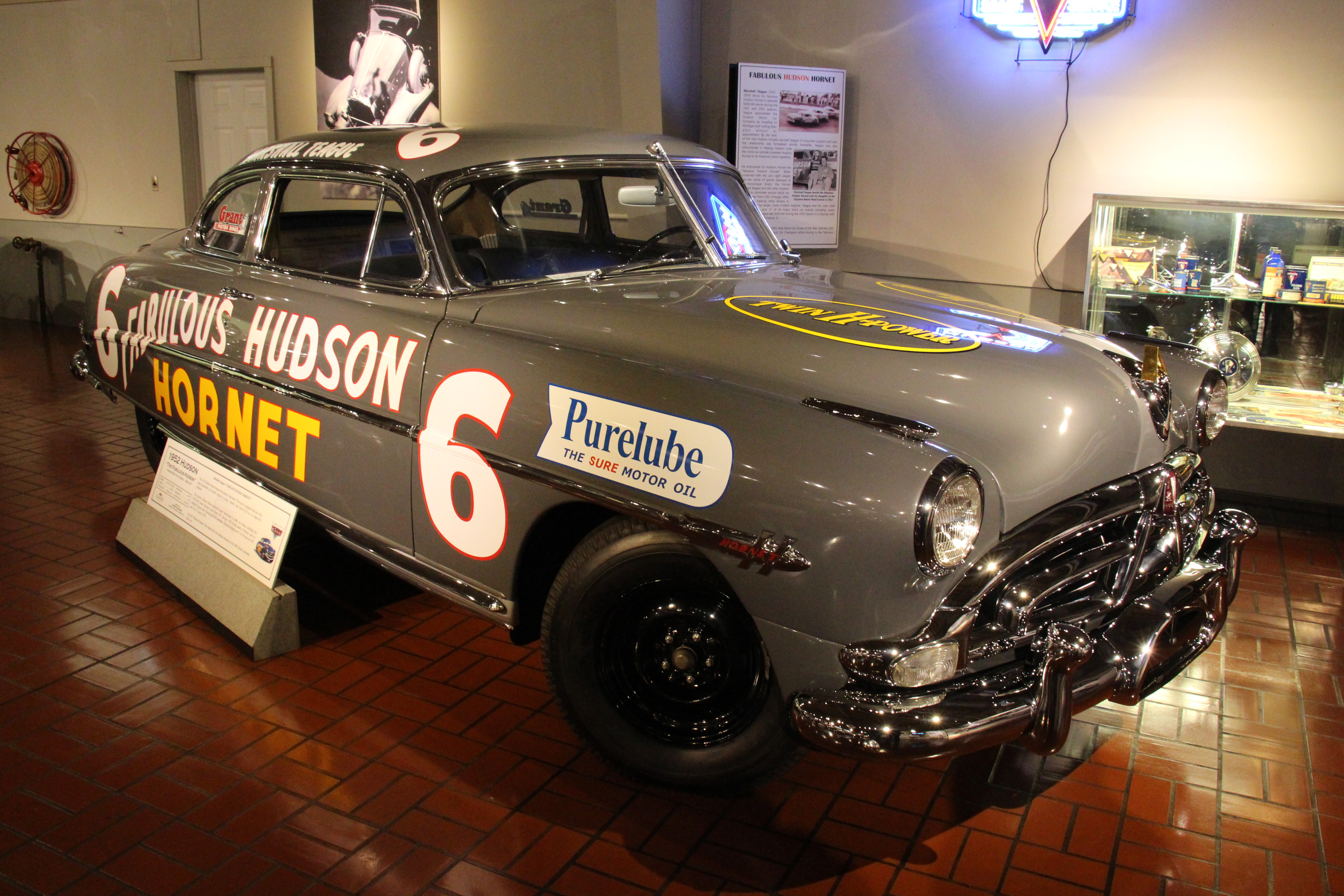
Hudson Hornet z sezonów 1951–1954.

NASCAR Grand National Series 1953 – sezon 1951 w amerykańskiej serii wyścigowej NASCAR trwał od 11 lutego do 11 listopada. Zwyciężył Herb Thomas z dorobkiem 4208 punktów (wygrywał 7-krotnie). W sezonie rozegrano 41 wyścigów.

## Kalendarz i zwycięzcy
| #  | Data            | Nr wyścigu | Tor                              |                 |                    |                 |
| 1  | 11 lutego       | 1          | Daytona Beach & Road Course      | Marshall Teague | Tim Flock          | Fonty Flock     |
| 2  | 1 kwietnia      | 2          | Charlotte Speedway               | Curtis Turner   | Lee Petty          | Marshall Teague |
| 3  | 8 kwietnia      | 3          | Lakeview Speedway                | Tim Flock       | Fonty Flock        | Herb Thomas     |
| 4  | 8 kwietnia      | 4          | Carrell Speedway                 | Marshall Teague | Johnny Mantz       | George Seeger   |
| 5  | 15 kwietnia     | 5          | Occoneechee Speedway             | Fonty Flock     | Frank Mundy        | Bill Blair      |
| 6  | 22 kwietnia     | 6          | Arizona State Fairgrounds        | Marshall Teague | Erick Erickson     | Tim Flock       |
| 7  | 29 kwietnia     | 7          | North Wilkesboro Speedway        | Fonty Flock     | Tim Flock          | Lee Petty       |
| 8  | 6 maja          | 8          | Martinsville Speedway            | Curtis Turner   | Frank Mundy        | Tim Flock       |
| 9  | 30 maja         | 9          | Canfield Speedway                | Marshall Teague | Tim Flock          | Fonty Flock     |
| 10 | 10 czerwca      | 10         | Columbus Speedway                | Tim Flock       | Gober Sosebee      | Herb Thomas     |
| 11 | 16 czerwca      | 11         | Columbia Speedway                | Frank Mundy     | Bill Blair         | Marshall Teague |
| 12 | 24 czerwca      | 12         | Dayton Speedway                  | Curtis Turner   | Dick Rathmann      | Tim Flock       |
| 13 | 30 czerwca      | 13         | Carrell Speedway                 | Lou Figaro      | Chuck Meekins      | Lloyd Dane      |
| 14 | 1 lipca         | 14         | Grand River Speedrome            | Marshall Teague | Dick Rathmann      | Fonty Flock     |
| 15 | 8 lipca         | 15         | Bainbridge Speedway              | Fonty Flock     | Dick Rathmann      | Frank Mundy     |
| 16 | 15 lipca        | 16         | Heidelberg Raceway               | Herb Thomas     | Jim Fiebelkorn     | Augie Walackas  |
| 17 | 29 lipca        | 17         | Asheville-Weaverville Speedway   | Fonty Flock     | Gober Sosebee      | Herb Thomas     |
| 18 | 31 lipca        | 18         | Monroe County Fairgrounds        | Lee Petty       | Charles Gattalia   | Ronnie Kohler   |
| 19 | 1 sierpnia      | 19         | Altamont-Schenectady Fairgrounds | Fonty Flock     | Herb Thomas        | Lee Petty       |
| 20 | 12 sierpnia     | 20         | Michigan State Fairgrounds       | Tommy Thompson  | Joe Eubanks        | Johnny Mantz    |
| 21 | 19 sierpnia     | 21         | Fort Miami Speedway              | Tim Flock       | Dell Pearson       | Oda Greene      |
| 22 | 24 sierpnia     | 22         | Morristown Speedway              | Tim Flock       | Lee Petty          | Ronnie Kohler   |
| 23 | 25 sierpnia     | 23         | Greenville-Pickens Speedway      | Bob Flock       | Tim Flock          | Buck Baker      |
| 24 | 3 września      | 24         | Darlington Raceway               | Herb Thomas     | Jesse James Taylor | Buddy Shuman    |
| 25 | 7 września      | 25         | Columbia Speedway                | Tim Flock       | Fireball Roberts   | Jimmie Lewallen |
| 26 | 8 września      | 26         | Central City Speedway            | Herb Thomas     | Gober Sosebee      | Jim Paschal     |
| 27 | 15 września     | 27         | Langhorne Speedway               | Herb Thomas     | Fonty Flock        | Dick Rathmann   |
| 28 | 23 września     | 28         | Charlotte Speedway               | Herb Thomas     | Shorty York        | Donald Thomas   |
| 29 | 23 września     | 29         | Dayton Speedway                  | Fonty Flock     | Neil Cole          | Lloyd Moore     |
| 30 | 30 września     | 30         | Wilson Speedway                  | Fonty Flock     | Bob Flock          | Jimmie Lewallen |
| 31 | 7 października  | 31         | Occoneechee Speedway             | Herb Thomas     | Leonard Tippett    | Joe Eubanks     |
| 32 | 12 października | 32         | Thompson Speedway                | Neil Cole       | Jim Reed           | Dick Eagan      |
| 33 | 14 października | 33         | Pine Grove Speedway              | Tim Flock       | John McGinley      | Billy Carden    |
| 34 | 14 października | 34         | Martinsville Speedway            | Frank Mundy     | Lee Petty          | Billy Myers     |
| 35 | 14 października | 35         | Oakland Stadium                  | Marvin Burke    | Robert Caswell     | Woody Brown     |
| 36 | 21 października | 36         | North Wilkesboro Speedway        | Fonty Flock     | Lee Petty          | Joe Eubanks     |
| 37 | 28 października | 37         | Marchbanks Speedway              | Danny Weinberg  | Marvin Panch       | Bill Norton     |
| 38 | 4 listopada     | 38         | Speedway Park                    | Herb Thomas     | Jack Smith         | Fonty Flock     |
| 39 | 11 listopada    | 39         | Lakewood Speedway                | Tim Flock       | Bob Flock          | Jack Smith      |
| 40 | 11 listopada    | 40         | Carrell Speedway                 | Bill Norton     | Dick Meyer         | Erick Erickson  |
| 41 | 25 listopada    | 41         | Lakeview Speedway                | Frank Mundy     | Tim Flock          | Red Duvall      |

## Zestawienie końcowe – najlepsza 10
| Poz. | Zawodnik           | Pkt  |
| ---- | ------------------ | ---- |
|      | Herb Thomas        | 4208 |
|      | Fonty Flock        | 4062 |
|      | Tim Flock          | 3722 |
| 4    | Lee Petty          | 2392 |
| 5    | Frank Mundy        | 1963 |
| 6    | Buddy Shuman       | 1368 |
| 7    | Jesse James Taylor | 1214 |
| 8    | Dick Rathmann      | 1040 |
| 9    | Bill Snowden       | 1009 |
| 10   | Joe Eubanks        | 1005 |